# 빈센트 스키아벨리
빈센트 스키아벨리(Vincent Schiavelli, 1948년 11월 11일 ~ 2005년 12월 26일)는 미국의 배우이다.

## 출연 작품
- 황금의 문 (2006)
- 바다스 (2003)
- 4번째 테너 (2002)
- 헤이 아놀드 - 극장판 (2002)
- 스무치 죽이기 (2002)
- 아메리칸 세인트 (2001)
- 백설공주 (2001)
- 더 푸치 앤 더 포퍼 (2000)
- 아메리칸 버진 (2000)
- 쓰리 스트라이크 (2000)
- 더 프린스 앤 더 서퍼 (1999)
- 맨 온 더 문 (1999)
- 인페르노 (1999)
- 커트 & 코트니 (1998)
- 러브 킬스 (1998)
- 동물 농장 특공대 (1998)
- 꼬마 유령 캐스퍼 3 - 캐스퍼와 웬디 (1998)
- 프리티 레이디 (1997)
- 007 네버 다이 (1997)
- 뱀파이어 해결사 (1997)
- 아메리칸 신디케이트 2 - 백 투 백 (1996)
- 래리 플린트 (1996)
- 투 머치 (1996)
- 마녀의 산 (1995)
- 닌자 키드 3 (1995)
- 소공녀 (1995)
- 로드 오브 일루션 (1995)
- 러킹 피어 (1994)
- 베인테드 디저트 (1993)
- 미라클 비치 (1992)
- 배트맨 2 (1992)
- 테드 & 비너스 (1991)
- 백만불짜리 거짓말 (1991)
- 천사의 빛 (1990)
- 사랑과 영혼 (1990)
- 호머와 에디 (1989)
- 끝없는 추적자 (1989)
- 발몽 (1989)
- 타임 아웃 (1988)
- 작은 사랑의 기적 (1985)
- 카우보이 밴자이의 모험 (1984)
- 아마데우스 (1984)
- 리치몬드 연애 소동 (1982)
- 뉴욕의 사랑 (1982)
- 스턴트맨 (1981)
- 사고뭉치 첩보원 (1981)
- 더 리턴(영어판) (1980)
- 프리스코 키드 (1979)
- 내일을 향해 쏴라 2 (1979)
- 독신녀 에리카 (1978)
- 넥스트 스톱 그린위치 빌리지 (1976)
- 해피 후커 (1975)
- 뻐꾸기 둥지 위로 날아간 새 (1975)
- 바브라 내 사랑 (1974)
- 탈의 (1971)